# Casa Charles Lang Freer
La Casa Charles Lang Freer se encuentra en 71 East Ferry Avenue en Detroit, Míchigan. La casa fue construida originalmente para el industrial y coleccionista de arte Charles Lang Freer, cuya donación de la Freer Gallery of Art dio inicio al Instituto Smithsoniano de Washington. La estructura alberga actualmente el Instituto Merrill Palmer Skillman de Desarrollo Infantil y Familiar de la Universidad Estatal Wayne. Fue designado Sitio Histórico del Estado de Míchigan en 1970 y se incluyó en el Registro Nacional de Lugares Históricos en 1971. Fue diseñada en estilo Shingle y es una de las construcciones más destacadas del Distrito Histórico de East Ferry Avenue.

## Historia
Charles Lang Freer, en asociación con el coronel Frank J. Hecker, hizo su fortuna con la Peninsular Car Company. Freer viajó mucho, siendo uno de sus lugares favoritos Newport, Rhode Island. Allí, quedó gratamente impresionado por las cabañas de verano con paramentos de piedra construidas por los ricos. Deseando una casa similar, en 1890 Freer contrató a Wilson Eyre para diseñar una en Detroit. La casa, en Ferry Street al lado de la casa del coronel Frank J. Hecker, se completó en 1892.

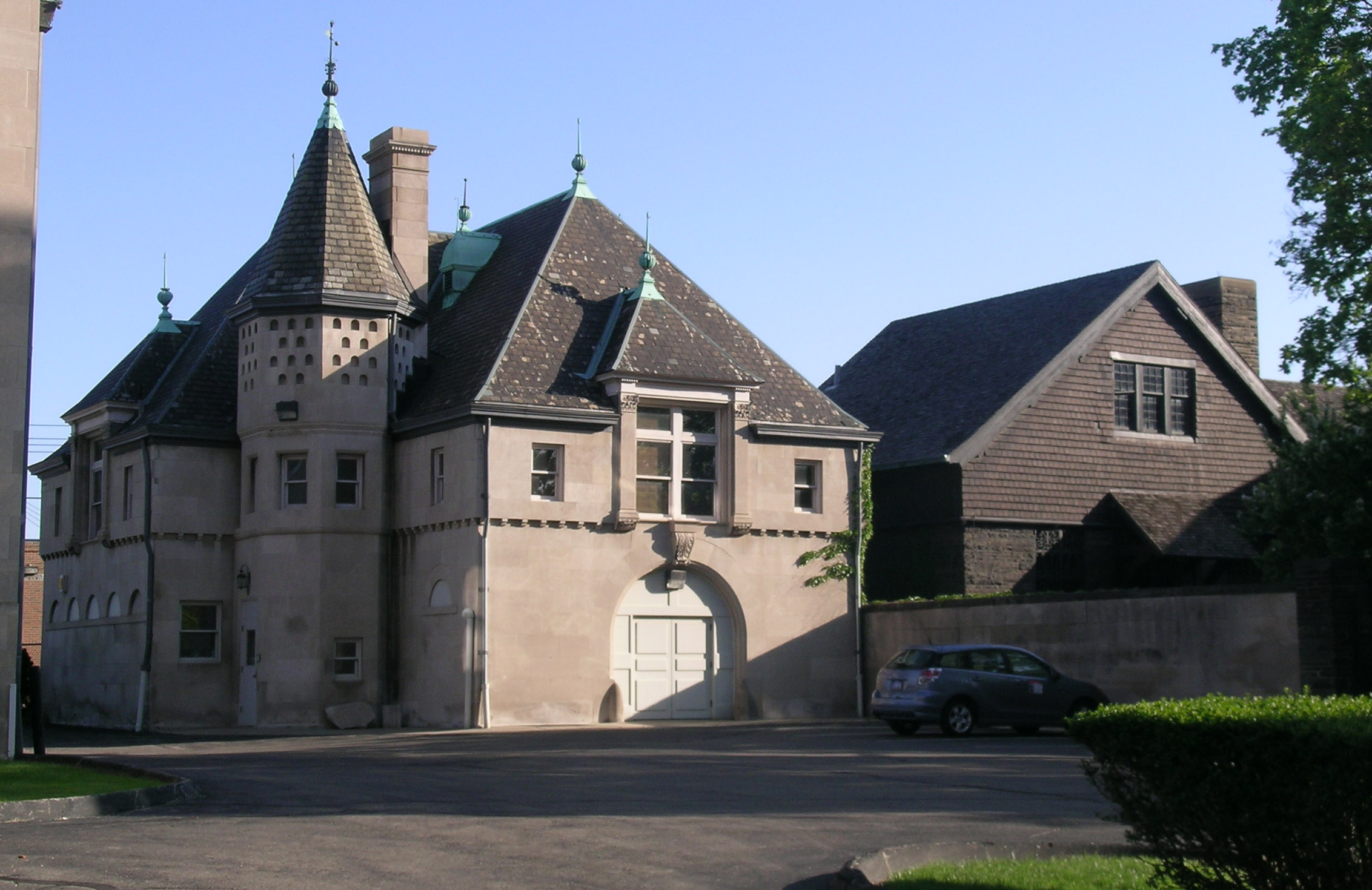
La estructura de la derecha es la cochera de la Casa Freer, donde se instaló La Habitación del Pavo Real. La estructura de la izquierda es la cochera de la vecina Casa Hecker.

## Arquitectura
Para el exterior, Eyre usó piedra caliza azul dura (ahora decolorada) de Nueva York para el primer piso. Las tejas oscuras y poco espaciadas de roble Míchigancubren la mayor parte del resto de la fachada. En el tercer piso, un hastial triangular y varias buhardillas interrumpen la línea del techo. Las chimeneas dominan los extremos este y oeste de la casa, debajo de las cuales hay porches. Estos pórticos eran originalmente al aire libre, pero actualmente son estucos cerrados.
En el interior, Eyre diseñó la casa con la colección de arte de Freer en mente. (Esta colección se encuentra ahora en la Galería de Arte Freer del Instituto Smithsoniano). Hay 22 habitaciones y 12 chimeneas en la casa, así como un ascensor y numerosos balcones, ventanales, porches cerrados y tragaluces. 
En 1906, Eyre diseñó una galería de arte, agregada sobre el establo. En 1904, la viuda de Frederick Leyland le vendió Freer a La Habitación del Pavo Real, diseñado por James McNeill Whistler, y Freer hizo que Eyre diseñara otra habitación en la cochera para instalarla.

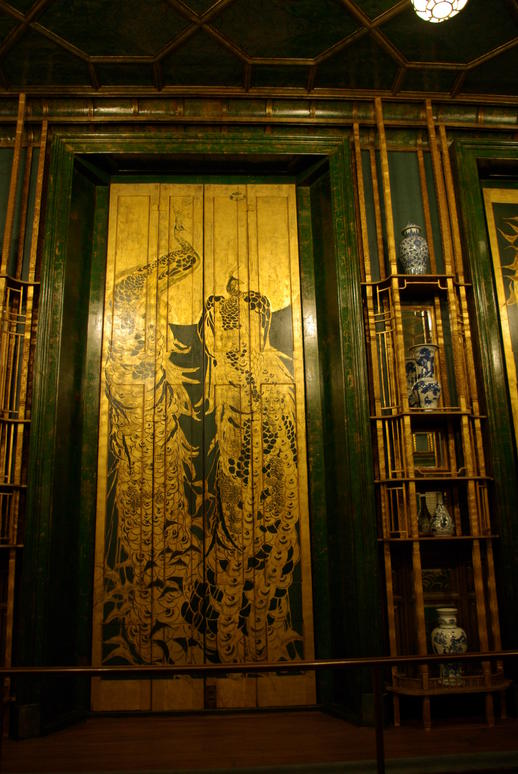
La Habitación del Pavo Real, diseñada por James McNeill Whistler.

## Uso actual
En 1916, Lizzie Pitts Merrill Palmer dejó un legado de tres millones de dólares para fundar una escuela centrada en el desarrollo del hogar y la familia. En 1923, el Instituto compró la casa y permaneció allí desde entonces. En 1980, este Instituto (actualmente Merrill Palmer Skillman Institute) se incorporó a la Universidad Estatal Wayne. El Instituto administra el Early Childhood Center, una escuela preescolar para niños del área de 2 1/2 a 5 años, y tiene un cuerpo docente de investigación de 12 niños que estudian desde la infancia hasta la edad adulta.